# Bothriomyrmex salsurae
Bothriomyrmex salsurae är en myrart som beskrevs av Horace Donisthorpe 1944. Bothriomyrmex salsurae ingår i släktet Bothriomyrmex och familjen myror. Inga underarter finns listade.